# BAIC BJ80
La BAIC BJ80, venduta anche come  Beijing BJ80 (in cinese: 北京 BJ80), è un'autovettura prodotta dalla casa automobilistica cinese BAIC Group a partire dal 2016.

## Descrizione
Le prime immagini della BJ80 sono apparse il 28 novembre 2011, quando delle foto spia che ritraevano un concept car inizialmente noto come BJ80V sono state divulgate in rete. Il brevetto per il veicolo è stato depositato il 15 febbraio 2012. All'epoca i motori della BJ80V erano di derivazione Nissan. La BJ80V ha poi debuttato nell'aprile 2012 al Salone dell'Auto di Pechino sotto forma di concept car.
Una nuova versione del SUV in veste non definita, chiamata BJ80, è stato presentato sotto forma di concept car per il Salone dell'Auto di Pechino 2014. In seguito al Salone dell'Auto di Shanghai 2015 ha debuttato la versione prototipale chiamata BJ80C.
Il 22 novembre 2016 al Salone dell'Auto di Guangzhou BAIC ha presentato una versione della BJ80 in allestimento speciale, realizzato in collaborazione con Transamerican Auto Parts, un produttore americano di ricambi aftermarket.
La BJ80 è stata lanciata ufficialmente sul mercato cinese il 3 novembre 2016. Il design della vettura ha suscitato alcune controversie per via della somiglianza con quello della Mercedes Classe G.
Il 30 luglio 2017 la BJ80 è stata utilizzata durante le celebrazioni per il 90º anniversario dell'Esercito popolare di liberazione.
Il 20 aprile 2017 la Protean Electric ha presentato al Auto Shanghai 2017 un prototipo a propulsione ibrida della vettura chiamato BJ80 PHEV. 
Il 18 giugno 2020 è arrivato un nuovo motore 3.0 V6 e cambio automatico a 8 velocità.